# アガリアレプト
アガリアレプト（Agaliarept）は、ヨーロッパの伝承に伝わる悪魔の1人。

## 概要
魔術や悪魔学に関して記したグリモワールと呼ばれる一連の文献においてその名前が見られる。18世紀もしくは19世紀に民間に流布したグリモワールの1つである『真正奥義書』によれば、アガリアレプトはルシファーの配下の悪魔であり、ルシファー、サタナキアとともにヨーロッパ・アジアに住まう。
Tarihimalという別の悪魔とともに、水を支配する力を持つElelogapという精霊を支配下においているとされる。一方、『真正奥義書』と関連があると考えられている大英図書館所蔵の文献、ランズダウン稿本1202『アルマデルによるソロモン王の真の鍵』（Les Vrais Clavicules du Roi Salomon par Armadel）では、ベルゼビュート配下の悪魔たちの首領としてAgateraptorという名前が挙げられており、ベルゼビュート配下の悪魔たちはアメリカに住まうとされる。
アガリアレプトは、『真正奥義書』と同じく18世紀以降に流布したと考えられているグリモワール『大奥義書』にも登場している。『大奥義書』によれば、地獄の3人の支配者ルシファー、ベルゼビュート、アスタロトに仕える6柱の上級精霊の1柱であり、サタナキアとともに将軍・司令官を勤める。精霊の第2軍団を指揮しており、ブエル、グソイン、ボティスを配下に持つ。
また、世界中の宮廷や政府が秘している機密を明らかにし、どんなに崇高な謎でも解明してしまう力を持つとされる。